# Игнатий (патриарх Константинопольский)
Патриа́рх Игна́тий (греч. Πατριάρχης Ιγνάτιος; около 797 — 23 октября 877) — патриарх Константинопольский (4 июля 847 — 23 октября 858 и, вторично, 23 ноября 867 — 23 октября 877). Святой Православной церкви, почитается в лике святителей, память совершается 23 октября (по юлианском календарю).

## Биография
Сын византийского императора Михаила I и Прокопии, дочери императора Никифора I. При рождении получил имя Никита. Как сын императора, несомненно, получил наилучшее для своего времени светское образование.
Когда Лев V провозгласил себя императором в 813 году, Михаил I вместе с семьёй были сосланы в монастырь. Никите в этот момент было около 15 лет; его оскопили. При постриге он получил имя Игнатий. Был рукоположён в сан иерея Василием Парийским. Большую часть жизни провёл в монастыре, достигнув сана игумена. Пользовался уважением в монашеских кругах.

### Первое патриаршество
После смерти патриарха Мефодия I Игнатий при содействии императрицы Феодоры был в 48-летнем возрасте избран на патриарший престол в Константинополе в период царствования Михаила III.
После вступления Игнатия на патриарший престол в высших церковных кругах наметился раскол на сторонников и противников нового иерарха.
В то же время брат императрицы Феодоры кесарь Варда, быстро сделавший карьеру, когда Феодора стала женой императора Феофила, расширял свою светскую власть, в особенности после смерти императора. Варда вошёл в сношения с противниками патриарха Игнатия. Отношения кесаря Варды и Игнатия обострились, когда Варда развёлся с женой и вступил в связь со вдовой своего сына. Игнатий выражал недовольство этим и во время праздника Богоявления отказал Варде в причастии. Вскоре императрица Феодора по указанию Варды и своего сына Михаила III была насильно пострижена в монахини вместе с дочерьми.
Для Игнатия это означало окончательную потерю власти, и 23 октября 858 года по распоряжению царя Михаила III он был сослан на остров Теревинф в Мраморном море.

#### Изгнание
Место патриарха при поддержке Варды занял Фотий — профессор философии и богословия, проведённый ради избрания по всем ступеням церковной иерархии за 6 дней и ставший впоследствии одним из самых сильных и могущественных патриархов.
После удаления Игнатия борьба среди высшего духовенства не прекратилась. Против Фотия выступали монахи Студийского монастыря, который являлся в то время центром богословской мысли и оказывал решающее влияние как на жизнь монахов так и на церковную политику империи. Игнатий в ссылке не признавал себя лишённым патриаршего достоинства. Его сторонники предали Фотия анафеме. В свою очередь, собор 861 года в Константинополе в присутствии Варды, Михаила III и Фотия подтвердил законное избрание Фотия и низложил Игнатия.

#### Помощь Рима
Лишившись патриаршества, Игнатий обратился за помощью к римскому папе. Николай I сначала старался остаться в стороне от конфликта, но в конце концов был вынужден вмешаться и подтвердил незаконность низложения Игнатия. В письме от 8 мая 862 года, адресованном патриархам Востока, Папа призывал их и всех их епископов отказать Фотию в признании. На синоде в Риме в апреле 863 года Фотий был отлучен.

### Вторичное патриаршество
В 867 году новый император Василий I Македонянин возвратил Игнатия на патриарший престол. Таким образом, «фотиева схизма» была прекращена. В 869—870 годах по инициативе императора и преемника Николая I — папы Адриана II в Константинополе прошёл Собор (ныне не признаваемый Православными церквами как Вселенский), в очередной раз подтвердивший незаконность притязаний Фотия.
Игнатий скончался 23 октября 877 года. После его смерти на патриарший престол в Константинополе вновь был возведён Фотий.

## Канонизация и почитание
Прославление Патриарха Игнатия состоялось практически сразу после его кончины. Память Патриарха Игнатия упоминается в Типиконе Великой церкви (IX—XI вв.), и при этом Игнатий — последний по времени святой, указанный в этом тексте.
Автор Жития Патриарха Игнатия Никита Давид Пафлагон сообщает о чудесах, происходивших при совершении погребения Игнатия. Патриарх Игнатий был погребен в Монастыре Сатира. Житие рассказывает о посмертных чудесах Патриарха Игнатия. Чудотворная сила приписывалась, в частности, кандалам, в которые Игнатий был в своё время закован.